# Linnaemya laxiceps
Linnaemya laxiceps là một loài ruồi trong họ Tachinidae.